# Régulation des algorithmes
La régulation des algorithmes, ou régulation algorithmique, est la création de lois, de règles et de politiques du secteur public pour la promotion et la régulation des algorithmes, en particulier dans l'intelligence artificielle et l'apprentissage automatique,.
Pour le sous-ensemble d'algorithmes d'IA, le terme régulation de l'intelligence artificielle est utilisé. Le paysage réglementaire et politique de l'intelligence artificielle (IA) est un problème émergent dans les juridictions du monde entier, y compris dans l'Union européenne. La réglementation de l'IA est considérée comme nécessaire à la fois pour encourager l'IA et gérer les risques associés, mais il s'agit d'un défi.
Un autre sujet émergent est la réglementation des algorithmes de blockchain et il est associé à la réglementation des algorithmes d'IA. De nombreux pays ont adopté des réglementations sur les échanges à haute fréquence, qui évolue en raison des progrès technologiques vers le domaine des algorithmes d'IA,.
La motivation pour la régulation des algorithmes est l'appréhension de perdre le contrôle sur les algorithmes, dont l'impact sur la vie humaine augmente. Plusieurs pays ont déjà introduit des réglementations en cas de calcul automatisé du pointage de crédit - le droit à l'explication est obligatoire pour ces algorithmes ,. Des problèmes de partialité, de transparence et d'éthique sont apparus en ce qui concerne l'utilisation d'algorithmes dans divers domaines allant de la justice pénale  aux soins de santé  beaucoup craignent que l'intelligence artificielle ne reproduise les inégalités sociales existantes selon la race, la classe, le sexe et lignes de sexualité.

## Régulation de l'intelligence artificielle

### Débat public
En 2016, Joy Buolamwini a fondé Algorithmic Justice League après une expérience personnelle avec un logiciel de détection faciale biaisé afin de sensibiliser aux implications sociales de l'intelligence artificielle à travers l'art et la recherche.
En 2017, Elon Musk a plaidé pour une régulation des algorithmes dans le contexte du risque existentiel de l'intelligence artificielle générale,,. Selon NPR, le PDG de Tesla n'était "clairement pas ravi" de plaider en faveur d'un examen gouvernemental qui pourrait avoir un impact sur son propre secteur, mais estimait que les risques d'une absence totale de surveillance étaient trop élevés : "Normalement, la façon dont les réglementations sont établies est lorsqu'un de mauvaises choses se produisent, il y a un tollé public et, après de nombreuses années, une agence de réglementation est créée pour réglementer cette industrie. Cela prend une éternité. Cela, dans le passé, a été mauvais mais pas quelque chose qui représentait un risque fondamental pour l'existence de la civilisation." .
En réponse, certains politiciens ont exprimé leur scepticisme quant à la sagesse de réglementer une technologie qui est encore en développement. Répondant à la fois à  Elon Musk et aux propositions de février 2017 des législateurs de l'Union européenne visant à réglementer l'IA et la robotique, le PDG d'Intel, Brian Krzanich, a fait valoir que l'intelligence artificielle en était à ses balbutiements et qu'il était trop tôt pour réglementer la technologie. Au lieu d'essayer de réglementer la technologie elle-même, certains chercheurs suggèrent plutôt de développer des normes communes comprenant des exigences pour le test et la transparence des algorithmes, éventuellement en combinaison avec une certaine forme de garantie. Une suggestion a été de développer un conseil de gouvernance mondial pour réglementer le développement de l'IA. En 2020, l'Union européenne a publié son projet de document de stratégie pour la promotion et la réglementation de l'IA.

La collusion tacite algorithmique est une pratique antitrust légalement douteuse commise au moyen d'algorithmes, que les tribunaux ne sont pas en mesure de poursuivre. Ce danger concerne les scientifiques et les régulateurs de l'UE, des États-Unis et d'ailleurs. La commissaire européenne  et  Margrethe Vestager a mentionné un exemple précoce de collusion tacite algorithmique dans son discours sur « Algorithmes et collusion » le 16 mars 2017, décrit comme suit :
"Il y a quelques années, deux entreprises vendaient un manuel intitulé The Making of a Fly. L'un de ces vendeurs a utilisé un algorithme qui correspondait essentiellement au prix de son rival. Ce rival avait un algorithme qui fixait toujours un prix 27% plus élevé que le premier. Le résultat a été que les prix ont continué à monter en flèche, jusqu'à ce que finalement quelqu'un remarque ce qui se passait et ajuste le prix manuellement. À ce moment-là, le livre se vendait - ou plutôt ne se vendait pas - pour 23 millions de dollars l'exemplaire."
En 2018, les Pays-Bas ont utilisé un système algorithmique SyRI (System Risico Indicatie) pour détecter les citoyens perçus comme étant à haut risque de commettre une fraude à l'aide sociale, ce qui a discrètement signalé des milliers de personnes aux enquêteurs. Cela a provoqué une protestation publique. Le tribunal de district de La Haye a fermé SyRI en se référant à l'article 8 de la Convention européenne des droits de l'homme (CEDH).
En 2020, des algorithmes attribuant des notes d'examen aux étudiants au Royaume-Uni ont déclenché une protestation ouverte sous la bannière « Fuck the algorithm ». Cette protestation a été couronnée de succès et les notes ont été retirées.

### Mise en œuvre
La législation et la réglementation en matière d'IA peuvent être divisées en trois thèmes principaux, à savoir la gouvernance des systèmes de renseignement autonomes, la responsabilité et l'imputabilité des systèmes, et les questions de confidentialité et de sécurité. L'élaboration de stratégies du secteur public pour la gestion et la réglementation de l'IA est de plus en plus jugée nécessaire aux niveaux local, national  et international et dans divers domaines, de la gestion des services publics à l'application de la loi, le secteur financier, la robotique, l'armée, et le droit international,. Il y a de nombreuses inquiétudes quant au manque de visibilité et de surveillance de l'IA dans ces secteurs. Dans le secteur financier, par exemple, des appels ont été lancés au Consumer Financial Protection Bureau pour qu'il examine de plus près le code source et les algorithmes lors de la vérification des données non publiques des institutions financières.
Aux États-Unis, le 7 janvier 2019, à la suite d'un décret exécutif sur le « Maintien du leadership américain en matière d'intelligence artificielle », le Bureau de la politique scientifique et technologique de la Maison Blanche a publié un projet de directives pour la réglementation des applications d'intelligence artificielle, qui comprend dix principes pour agences des États-Unis lorsqu'il s'agit de décider si et comment réglementer l'IA,. En réponse, l'Institut national des normes et de la technologie a publié un document de position, la Commission de sécurité nationale sur l'intelligence artificielle a publié un rapport provisoire, et le Conseil de l'innovation de la défense a émis des recommandations sur l'utilisation éthique de l'IA.
En 2016, la Chine a publié une prise de position remettant en question l'adéquation du droit international existant pour faire face à l'éventualité d'armes entièrement autonomes, devenant ainsi le premier membre permanent du Conseil de sécurité de l'ONU à aborder la question  et conduisant à des propositions de réglementation mondiale. Aux États-Unis, le pilotage de la réglementation de l'IA liée à la sécurité est assuré par la National Security Commission on Artificial Intelligence.

## Régulation des algorithmes de blockchain
Les systèmes de blockchain fournissent des enregistrements transparents et fixes des transactions et contredisent ainsi l'objectif du RGPD européen, qui est de donner aux individus le contrôle total de leurs données privées,.
En mettant en œuvre le décret sur le développement de l'économie numérique, la Biélorussie est devenue le tout premier pays à légaliser les contrats intelligents. L'avocat biélorusse Denis Aleinikov est considéré comme l'auteur d'un concept juridique de contrat intelligent introduit par le décret,,. Il existe de solides arguments selon lesquels les lois des États américains existantes constituent déjà une base solide pour l'applicabilité des contrats intelligents - l'Arizona, le Nevada, l'Ohio et le Tennessee ont modifié leurs lois spécifiquement pour permettre néanmoins l'applicabilité des contrats basés sur la blockchain.

## Dans la culture populaire
En 1942, l'auteur Isaac Asimov aborde la régulation des algorithmes en introduisant les trois lois fictives de la robotique :
1. Un robot ne peut porter atteinte à un être humain ni, restant passif, laisser cet être humain exposé au danger ;
2. Un robot doit obéir aux ordres donnés par les êtres humains, sauf si de tels ordres entrent en contradiction avec la première loi ;
3. Un robot doit protéger son existence dans la mesure où cette protection n'entre pas en contradiction avec la première ou la deuxième loi[48].

La principale alternative à la réglementation est l'interdiction, et l'interdiction des algorithmes est actuellement hautement improbable. Cependant, dans l'univers Dune de Frank Herbert, les machines pensantes sont un terme collectif désignant l'intelligence artificielle, qui ont été complètement détruites et interdites après une révolte connue sous le nom de Butlerian Jihad :
JIHAD, BUTLERIAN : (voir aussi Grande Révolte) — la croisade contre les ordinateurs, les machines pensantes et les robots conscients commencée en 201 av. J.-C. et conclue en 108 av. d'un esprit humain." 